# 未解决的化学问题
未解决的化学问题往往指以下这些类型的问题：“能否制备某种化合物？”、“能否分析它？”、“能否提煉它？”等，这些问题通常都能很快解决，但可能須付出相当大的努力才行。然而，一些问题有很深的内涵。本文旨在介绍化学研究的中心领域仍未解决的难题。当某领域的专家认为该问题未解决，或者几位专家不同意某问题的解释时，该问题会视作未解决的化学问题。

## 各種問題

### 有机化学
- 水上反应：为什么一些有机反应在水相和有机相的界面上会加快反应速率[2]？
- 芳基重氮鹽的取代反應（脫重氮化）主要遵循SN1還是自由基反應？[3]
- 電化電池能可靠地進行有機氧化還原反應嗎？[4]
- 在修飾敏感化合物時，人工酶是否可以取代保護基？[5]
- 邻位效应的本质原因是什么？亲核中心的邻位上有高电负性原子和一对或多对孤对电子时，亲核试剂反应活性特别高[6]。
- 人们提出的催化过程中许多机理令人费解，而且往往不能解释所有相关现象。

### 生物化学
- 完美的酶：为什么一些酶的表现快于扩散动力学[7]？参见酶动力学。
- 氨基酸和糖类有同手性（英语：homochirality）的起源是什么[8]？
- 蛋白质折叠问题：是否有可能仅以序列和环境信息预测多肽序列的二级、三级和四级结构？还有逆蛋白质折叠问题：是否有可能设计一种多肽，在特定环境条件下使它采用给定的结构[8][9]？

- RNA折叠问题：是否有可能仅以序列和环境信息准确预测核糖核酸序列的二级、三级和四级结构？
- 生物合成：操控生物合成是否可以大量地生產所需的分子、天然產物或其他物質？[10]
- 生命的化学起源究竟是什么？没有生命的化学物质是如何形成能自我复制的复杂生命形式？

- 生物分子的光反应问题：光合作用、视觉的产生、脱氧核糖核酸的抗辐射机理等诸多涉及光吸收的过程往往是非绝热过程。这类过程具有比较强的量子特性，对体系的描述又十分敏感。目前即使处理小到只有四个原子的分子的非绝热过程仍然十分困难，而这些十分重要的反应涉及到尺度巨大的蛋白质分子。

### 物理化学
- 高温超导体在相图上各点的电子排布是什么？能否将转变温度（英语：Transition temperature）提高到室温？参见超导性。
- 137号元素：元素的原子序数大于137的化学结果是什么？根据狭义相对论和玻尔模型，此时1s电子的速度将会超过光速[11]。Uts会否是最后一种化学元素？考虑到核电荷分布的有限延伸，这问题最终可能在大约137号元素左右发生[12]。参见扩展元素周期表和相对论量子化学。
- 电磁能（光子的能量）如何才能有效转化成化学能？如用太阳能将水分解成氢气和氧气[13][14]。
- 超价分子中化学键的本质究竟是什么？参见超价分子。
- 水的结构是什么？根据2005年一个名为科学杂志的电视节目，一百條著名而未解决的科学问题中包括：水分子如何与周围位阻较大的另外四粒水分子形成氢键[8]？参见水分子簇。
- 龟背石以什么样的固结过程形成？